# Petrus en Pauluskerk (Lviv)
De Kerk van de Heilige Apostelen Petrus en Paulus (Oekraïens: Храм святих апостолів Петра й Павла) is een van de belangrijkste katholieke kerken in de Oekraïense stad Lviv . Omdat het een voormalige jezuïetenkerk betreft staat de kerk in de volksmond vooral bekend onder de naam Jezuïetenkerk (Oekraïens: Костел єзуїтів). De kerk werd gebouwd in het begin van de 17e eeuw naar het voorbeeld van de Il Gesù te Rome.

## Geschiedenis
In 1584 kwamen de jezuïeten naar Lemberg op uitnodiging van Jan Solikowski, de bisschop van Lemberg. Een gift van een Lembergse burger maakte in 1590 de bouw van een eerste houten kerk in de buurt van de westelijke versterkingen van de stad mogelijk. Met het groeien van de welstand van de orde begonnen de jezuïeten te denken aan de bouw van een bakstenen kerk. In 1603 stelde koning Sigismund III een lap bouwgrond ter beschikking in de joodse wijk van het centrum van de stad, niet ver van de synagoge. De joodse gemeenschap echter verzette zich tegen de bouw van een kerk, zodat de jezuïeten zich gedwongen zagen om naar een andere locatie te zoeken. Een nieuwe plek werd gevonden op een door brand vrijgekomen terrein niet ver van de plek waar hun eerste houten kerk stond.
Op 31 juli 1610 werd de eerste steen voor de nieuwe Petrus en Pauluskerk gezegend door bisschop Jan Zamoyski. De bouw werd tot 1614 geleid door de jezuïet Sebastian Lanichius. Onbekend is of hij naast bouwleider ook de architect van de kerk was. De architectuur van de kerk is geïnspireerd door de Il Gesù in Rome (1570), het voorbeeld voor veel kerken van de jezuïetenorde. Wegens juridische geschillen over het eigendom van een deel van de grond moest de bouw van 1615-1618 tijdelijk worden stilgelegd.
Onder leiding van de Italiaanse architect van de jezuïetenorde Giacomo Briano da Modène (1588-1649) werd de bouw van 1618 tot 1621 voortgezet. De grote omvang van de kerk vereiste grote kosten, die steeds met giften werden gefinancierd. Na de inzegening van de eerste zijkapel ter ere van Sint-Benedictus in 1624 werd de bouw opnieuw onderbroken. Nadat de jezuïeten wederom een grote som geld werd geschonken door de echtgenote van maarschalk Prokop Synyavskyi werden de werkzaamheden hervat. In 1630 vond ten slotte de voltooiing van de kerk plaats. De kerk werd gewijd door aartsbisschop Jan Andrzej Pruchnicki. Aan het interieur echter zou nog een lange tijd worden doorgewerkt. .
In 1702 werd ten zuiden van de sacristie naar het ontwerp van Martyn Godnyi een klokkentoren gebouwd. Destijds was de toren met een hoogte van ongeveer 100 meter het hoogste bouwwerk van Lemberg. De toren werd in 1754 voorzien van een klok. De toren werd in 1830 samen met een familiekapel op last van de Oostenrijkse autoriteiten gesloopt, nadat eerder de toren van het stadhuis in 1826 was ingestort. Het onderste deel van de toren is vanuit het westen nog altijd herkenbaar.
In de 18e eeuw vond er tot twee keer toe een verbouwing plaats. In 1734 nadat de kerk getroffen was door brand; de reconstructie werd vervolgens mogelijk gemaakt dankzij donaties van Elisabeth Potocki Schuchin. In 1740 voorzag František Řehoř Ignác Eckstein (1689-1741) het kerkschip van schilderijen en na zijn dood vervolgde zijn zoon Sebastiaan Eckstein het werk in de zijschepen en de kapel. Het kruisbeeld van Jan Pfister op een van de zijaltaren wordt beschouwd als een meesterwerk. Van 1744 tot 1746 werkte Sebastian Fesinger aan het grote altaar; de wijding vond plaats in januari 1747. In de volgende jaren (1754 en 1759) werden de zijaltaren gerealiseerd.
Na de opheffing van de jezuïetenorde in 1773 door paus Clemens XIV kreeg de kerk ten behoeve van het Oostenrijkse leger een militaire bestemming.

### 19e eeuw

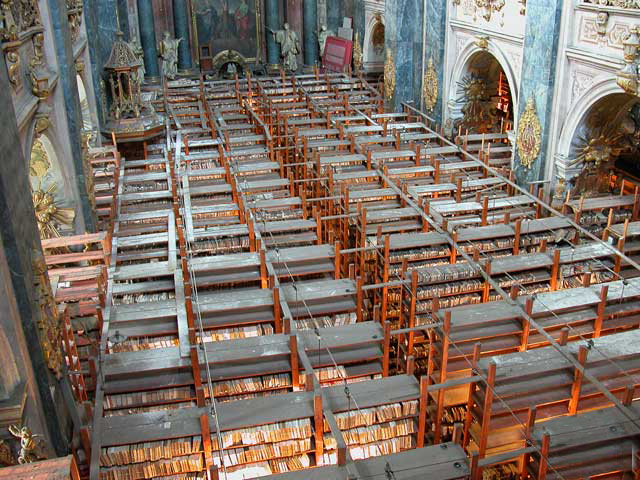
De kerk als bibliotheek (2006)

In 1814 blies paus Pius VII met de bul Sollicitudo omnium ecclesiarum de jezuïetenorde weer nieuw leven in. De jezuïeten keerden terug naar Lemberg in 1820. Na het revolutiejaar 1848 werden de jezuïeten opnieuw verdreven om vier jaar later terug te keren. De kerk werd in de jaren 1879-1891 gerenoveerd. Met de renovatie van de gevel in 1894 werden er vier zandstenen beelden van Ignatius van Loyola, Franciscus Xaverius, Stanislaus Kostka en Andreas Bobola geplaatst. De kapel van Sint-Benedictus werd in 1892 gerenoveerd en kreeg een nieuw altaar en nieuwe vensters.

### 20e eeuw
Tijdens de Pools-Oekraïense Oorlog in november 1918 leed de kerk aanzienlijke schade. Met name het gewelf voor het altaar en het dak werden beschadigd. Tijdens de Tweede Wereldoorlog doorboorde een bom het dak en het gewelf net boven het altaar. Na de Tweede Wereldoorlog kwam Lviv binnen de grenzen van de Sovjet-Unie te liggen. De jezuïeten verlieten wederom de stad en namen enkele religieuze voorwerpen mee, waaronder een waardevol icoon van de Heilige Maagd. Tot de restauratie in 1959 kreeg de beschadigde kerk een provisorisch dak. De kerk diende enig tijd als opslagplaats en vanaf 1970 werd er een bibliotheek in gehuisvest. Tijdens de Sovjet-periode leed de kerk ernstig onder verwaarlozing en verval.
Op 8 juli 2010 werd de kerk overgedragen aan de curie van het aartsbisdom Lviv van de Oekraïense Grieks-katholieke Kerk. In hetzelfde jaar werd begonnen met de reconstructie van het dak van de kerk.  Op 6 december 2011 werd de voormalige jezuïetenkerk weer geopend voor de eredienst. De Kerk van de Heilige Apostelen Petrus en Paulus is het belangrijkste monument van de barokke architectuur in Lviv en een van de grootste religieuze gebouwen in de stad: de lengte is 41 meter, de breedte 22,5 meter en de hoogte 26 meter.

## Afbeeldingen

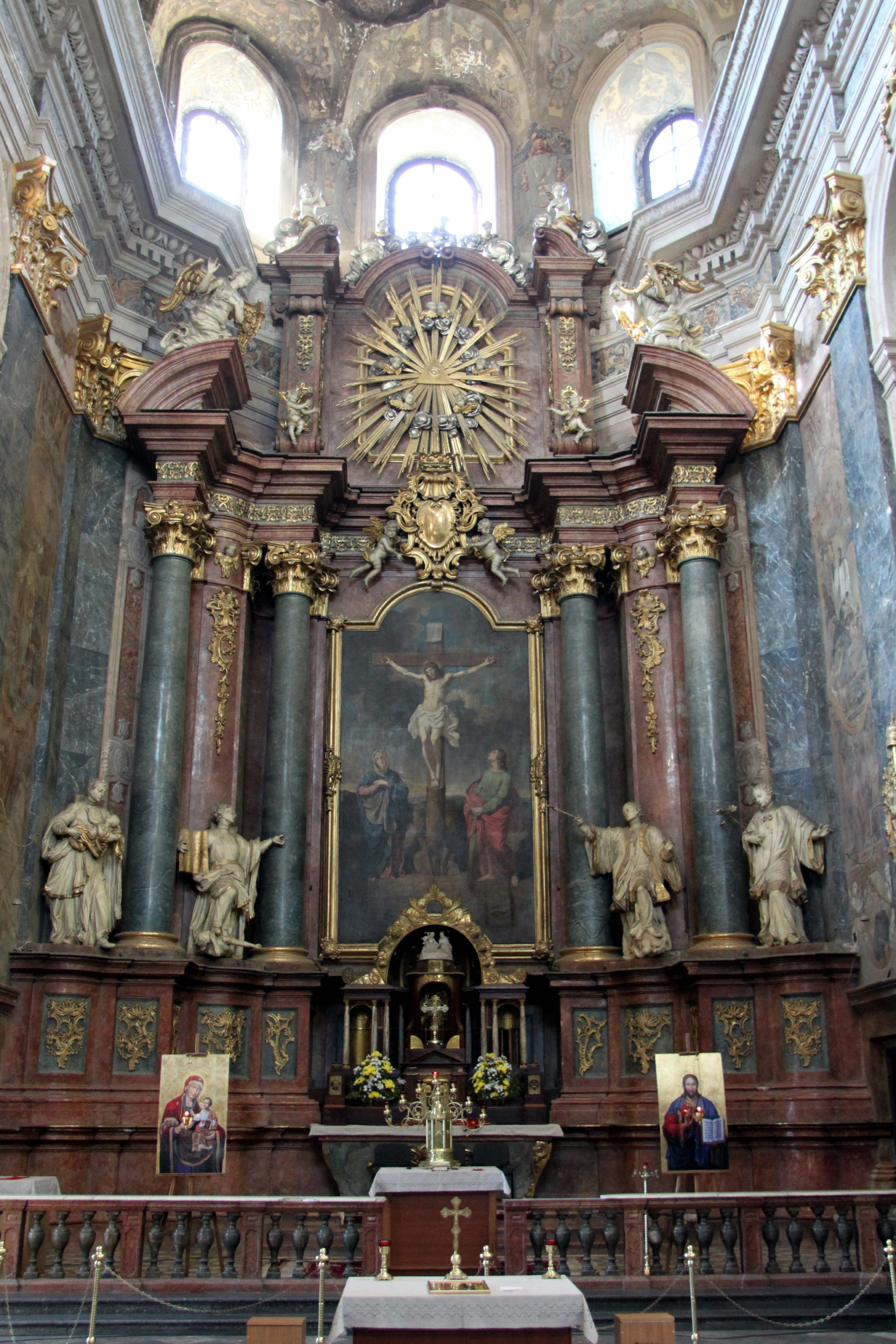
Hoogaltaar
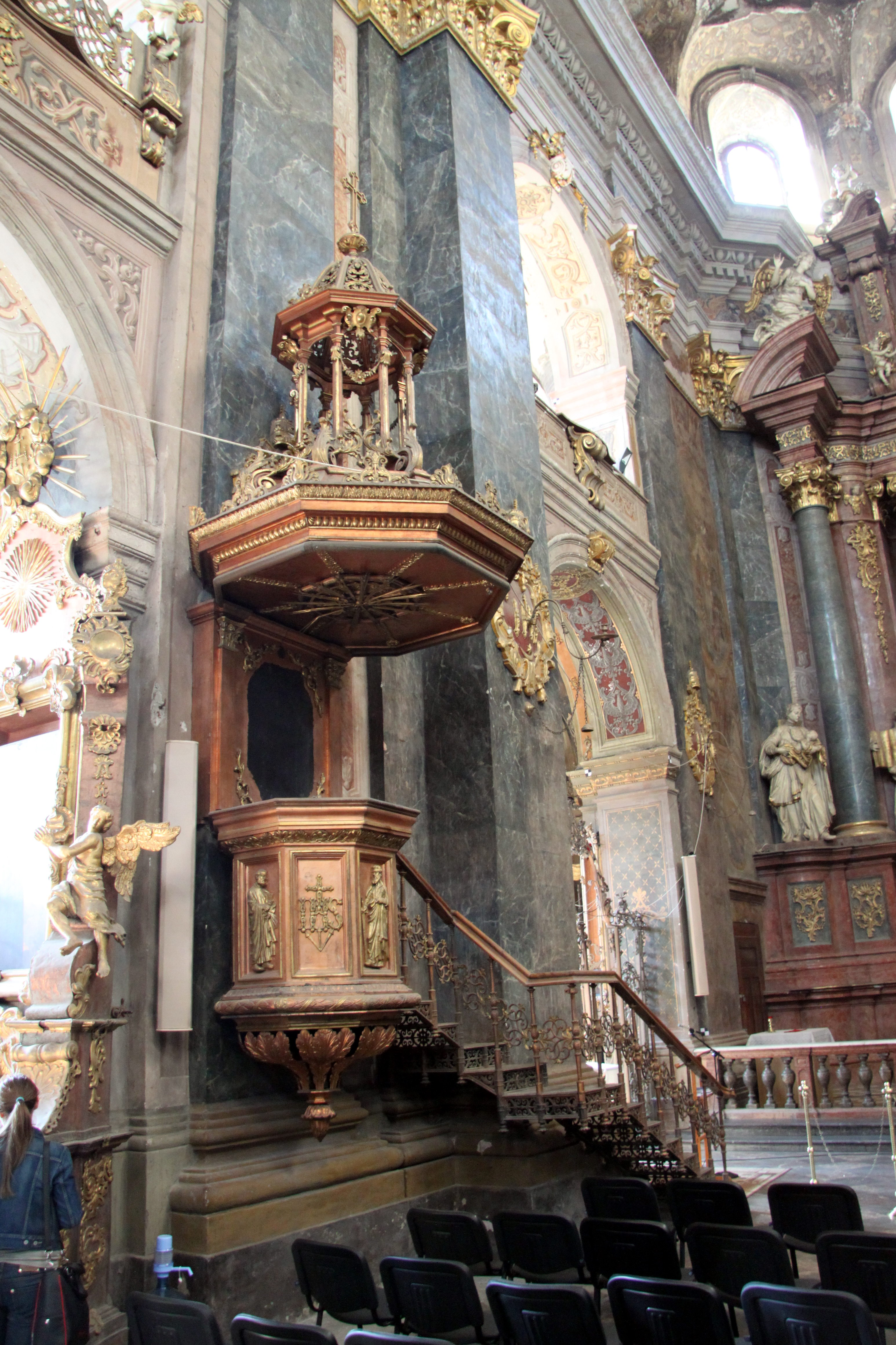
Kansel
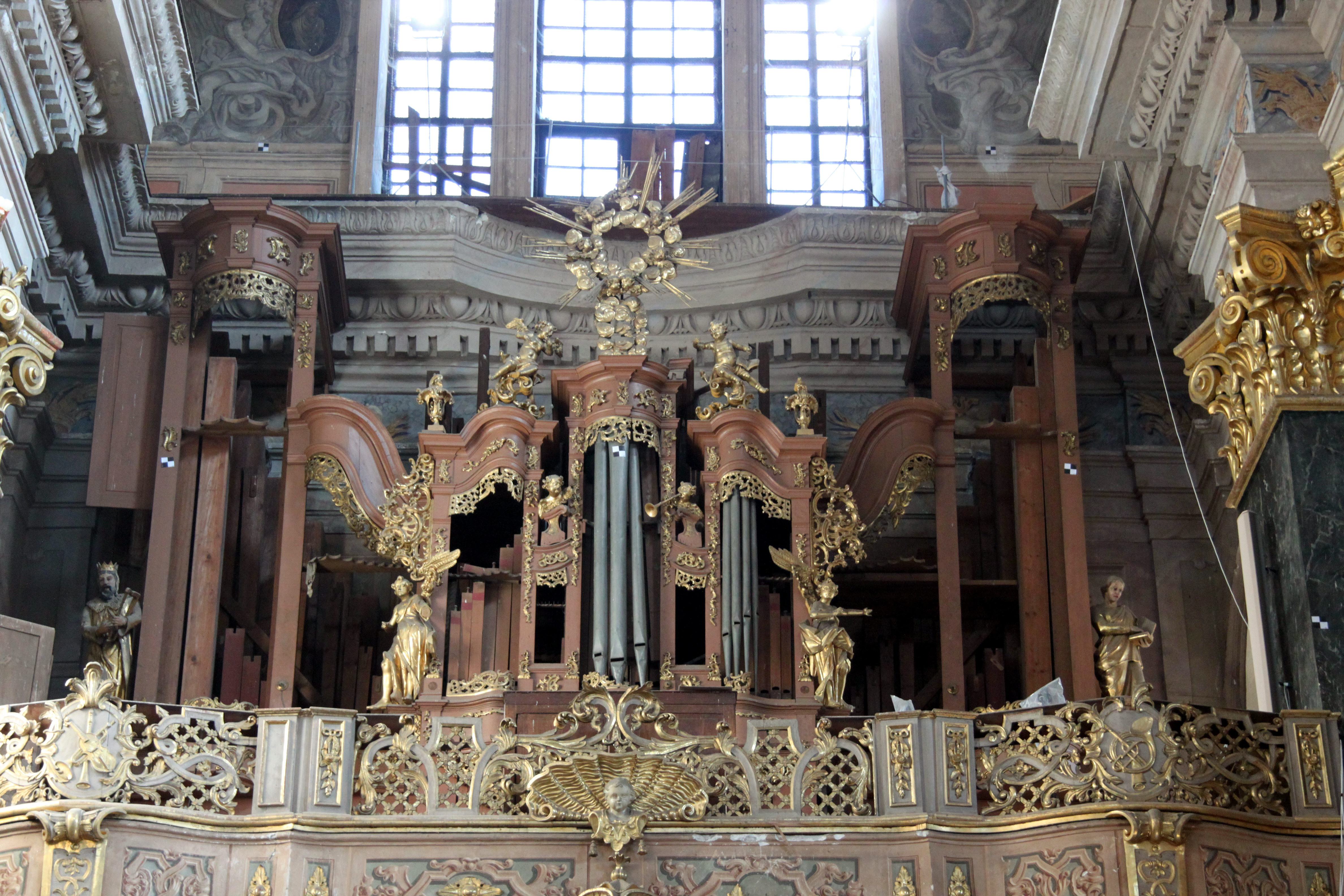
Het verwoeste orgel
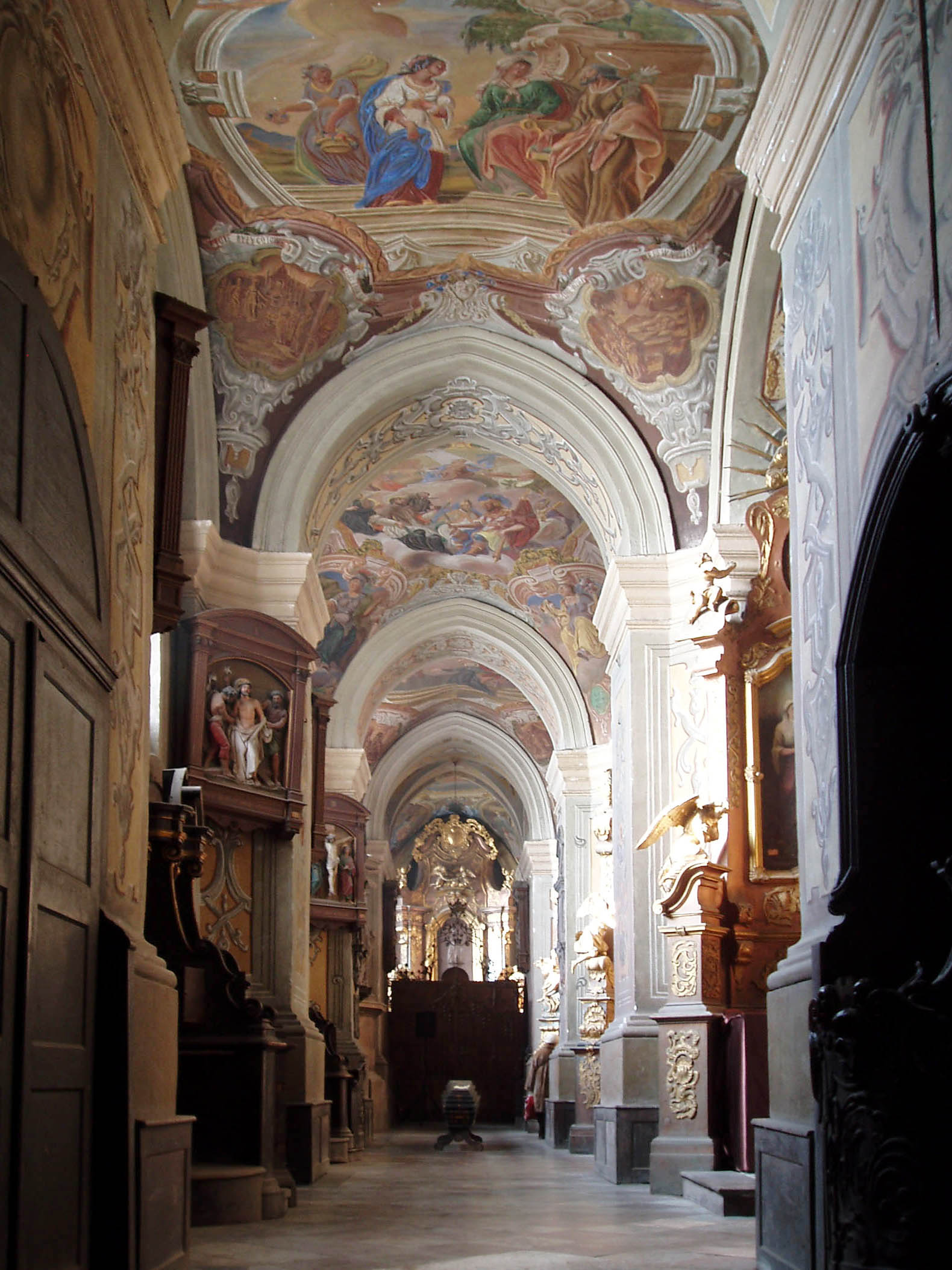
Zijschip